# Achille Calzi junior
Pour les articles homonymes, voir Achille Calzi et Calzi.
Achille Calzi junior, né le 4 septembre 1873 à Faenza et mort le 19 décembre 1919 dans la même ville, est un peintre et céramiste italien. 

## Biographie
Après avoir fréquenté l'école technique et l'école de dessin de Faenza, il s'installe à Florence pour poursuivre ses études à l'Institut des Beaux-Arts (1890-1893). De la fin 1900 à 1904, il devient professeur de dessin à l'école d'art de Potenza, puis à Avigliano. De retour à Faenza, il travaille aux côtés du directeur de la galerie d'art Argnani et se consacre à l'art et à la culture locale par le biais de recherches et de publications.